# Hrib (gmina Preddvor)
Hrib – wieś w Słowenii, w gminie Preddvor. W 2018 roku liczyła 68 mieszkańców.